# グラハム・シンプソン
グラハム・シンプソン（Graham Simpson、1943年10月13日 - 2012年4月17日）は、イングランドのロック・バンドのロキシー・ミュージックの創設メンバーである。

## 略歴
シンプソンはマンチェスター出身で、ブリストル、エディンバラで育った。ヴァイオリン、チェロ、ギターの演奏に秀でていた。
ニューカッスル大学で学ぶ傍ら、ザ・ガス・ボード（The Gas Board）という8人編成のバンドでベースを担当してライヴ活動を行なった。メンバーには、後に一緒にロキシー・ミュージックを結成したブライアン・フェリー、ザ・スミスのデビュー・アルバムをプロデュースしたジョン・ポーター、映画監督になったマイク・フィギスがいた。
その後、ロンドンに移って音楽関係の仕事に就いた。やがてロンドンに移ってきたフェリーにピアノを貸して、練習したり曲を書いたりする手助けをした。1970年冬にフェリーが音楽で身を立てようとバンド・メンバーを募集し始めると、シンプソンはベーシストとして参加した。彼等のバンドはロキシー・ミュージックを名乗り、1972年2月14日にE. G. レコードを運営するE. G. マネージメントと契約した。
シンプソンのベースの音色は、ファースト・アルバム『ロキシー・ミュージック』（1972年）の「レディトロン」や「チャンス・ミーティング」などの収録曲で際立った貢献をしている。しかし彼は1972年4月母親を癌で失って鬱に苦しんだ。フェリーはアルバムが発表されて間もなく、彼にとどまるか休みを取るかを自由に選択させた。彼はバンドを去り、二度と戻らなかった。
彼は様々な文化や宗教、特にスーフィズムについて学びながらインドを初め世界中を旅した。1982年にロンドンへ戻り、印税収入を土台に生活した。
2010年、彼を取り上げた短編映画"Nothing But The Magnificent"がポートベロー映画祭で上映された。
2012年4月、ロンドンのラッドブルック・グローブで他界。享年68歳。
2019年3月、ロキシー・ミュージックはロックの殿堂入りし、シンプソンは8名の受賞者の一人に選ばれた。

## 映画"Mighty"
映画"Nothing But The Magnificent"の長編版である"Mighty"は、ウェストロンドンのミランダ・リトル（Miranda Little）によって監督され、制作に9年が費やされた。シンプソンの元隣人で彼を発見したロンドンの謎のアーティストのサラ・クック（Sarah Cook）によるシンプソンのオリジナル・マテリアルを取り上げた。さらに、2010年夏にシンプソンのペア・ショットを一緒に撮影している。
ハリウッドの人気映画監督でシンプソンと共にザ・ガス・ボードで活動したマイク・フィギスや、フェリーを初めロキシー・ミュージックのデビュー・アルバムをシンプソンと制作したメンバーが出演した。

## ディスコグラフィ

### ロキシー・ミュージック
- 『ロキシー・ミュージック』 - Roxy Music (1972年)